# Ткенекты
Ткенекты (каз. Тікенекті) — село в Нуринском районе Карагандинской области Казахстана. Административный центр Сарыозенского сельского округа. Код КАТО — 355271100.

## Население
В 1999 году население села составляло 587 человек (280 мужчин и 307 женщин). По данным переписи 2009 года, в селе проживало 228 человек (108 мужчин и 120 женщин).